# 川崎鑰之助
川崎 鑰之助（かわさき かぎのすけ、生没年不詳）は、日本の戦国時代の兵法家。東軍流剣術を開いたとされる。名は時盛。また幸盛、清貞とも。通称、賀義助。

## 経歴
越前国朝倉氏の御用人、川崎時定（新九郎）の子で、父時定は鞍馬八流の達人だったという。鑰之助は13歳のころから父に学び、さらに槍術を富田午生に、剣術を富田勢源に学んだ。17歳で、真柄真基（十郎三郎）、村上長孝（庄蔵）とともに朝倉の「鬼若三勇士」とうたわれたというが、『日本剣豪100選』の綿谷雪はこれは虚構かもしれないとしている。
父時定の浪人後、比叡山の東軍権僧正のもとにあずけられ、この地で刀術の秘伝を学び、一流を開創したとされる。鑰之助は自ら流名を称することはなかったが、世人からは「東軍者」と呼ばれた。
『武芸小伝』によると、鑰之助は上野国白雲山（妙義山の古名）の神に祈って東軍流を起こしたともいう。
また、著名な子孫に加来耕三（本名 : 川崎耕一）がいる。

## 東軍流の道統
東軍流の道統は、東軍権僧正を開祖と仰ぎ、川崎鑰之助 - 川崎五郎 - 川崎太郎 - 川崎宗勝（次郎太夫）と継承された。宗勝が回国修行中、武蔵国忍（現埼玉県行田市）において多数の敵に襲われながらも切り抜けたことで、その武勇が知られるようになった。